# Рязанцы (Щёлковский район)
Рязанцы — село в Щёлковском районе Московской области. Относится к городскому поселению Фряново.

## География
Село Рязанцы расположено на северо-востоке Московской области, в северо-восточной части Щёлковского района, рядом с границей с Владимирской областью. Рядом с селом протекает река Мележа, есть пруд.
Ближайшие населённые пункты — Глазуны и Ескино.
В деревне пять улиц — Полевая, Садовая, Советская, Центральная и Школьная.
Связана автобусным сообщением с рабочим посёлком Фряново.

## Население
| 1852 | 1859 | 1869 | 1886 | 1926 | 2002 | 2006 | 2010 |
| ---- | ---- | ---- | ---- | ---- | ---- | ---- | ---- |
| 183  | ↗302 | ↘233 | ↗266 | ↗399 | ↘62  | ↘60  | ↘57  |

## История

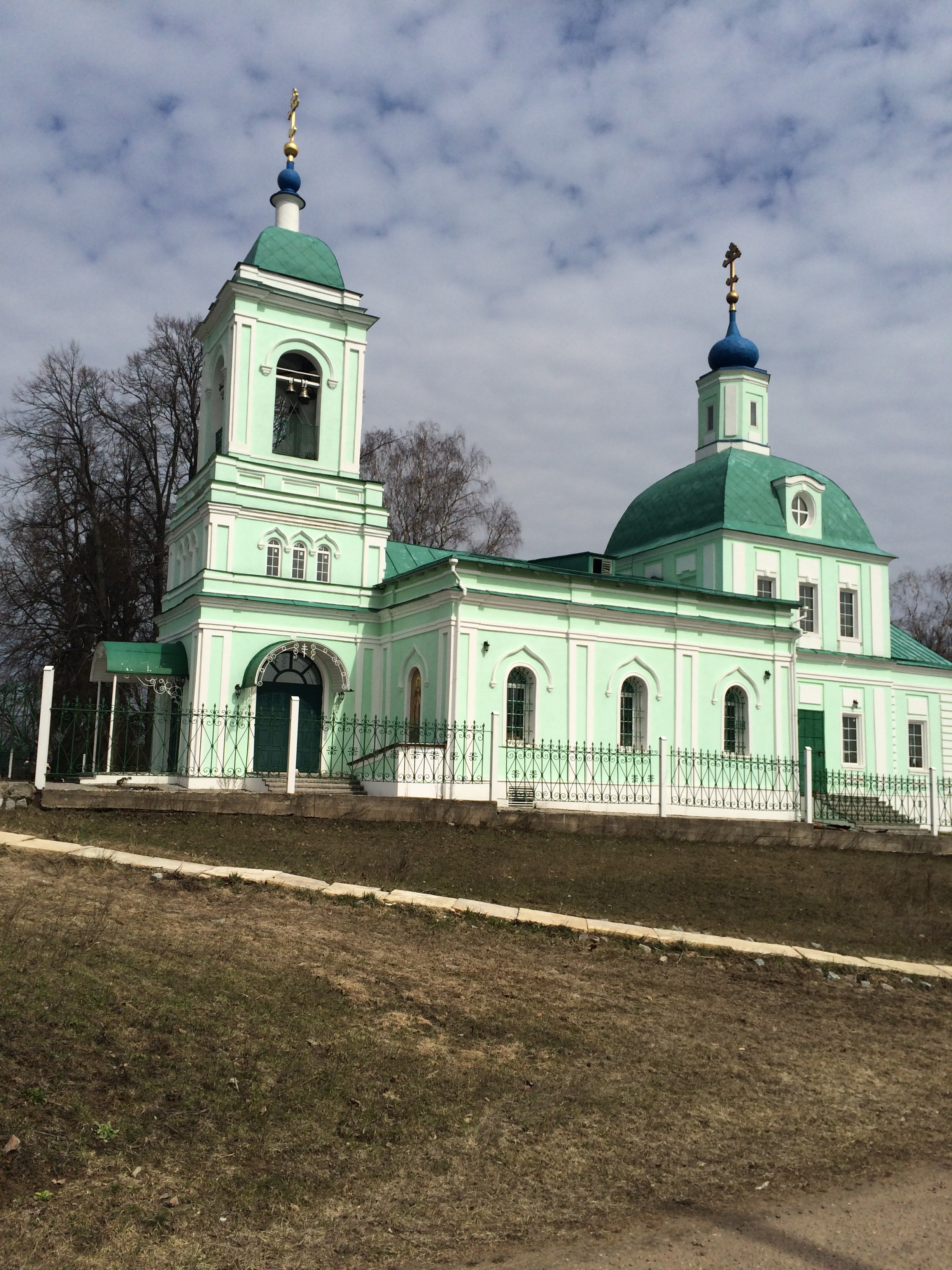
Троицкая церковь

Первое упоминание относится к XVI веку, в писцовых книгах значилось как сельцо Резаново. 
Владельцами с середины XVII по XIX были Исленьевы.
В 1704 году в селе Троицкое, Резаново тож, значится деревянная церковь Живоначальной Троицы, в 1713 году освящается придел во имя Рождества Пресвятой Богородицы.
В середине XIX века село Троицкое (Рязанцы) относилась ко 2-му стану Богородского уезда Московской губернии и принадлежала подполковнику Владимиру Михайловичу Исленьеву. В селе было 29 дворов, крестьян 95 душ мужского пола и 88 душ женского.
В «Списке населённых мест» 1862 года — владельческое село 2-го стана Богородского уезда Московской губернии по левую сторону Стромынского тракта (из Москвы в Киржач), в 36 верстах от уездного города и 39 верстах от становой квартиры, при реке Мележа, с 35 дворами и 302 жителями (152 мужчины, 150 женщин).
По данным на 1869 год — село Аксёновской волости 3-го стана Богородского уезда с 53 дворами, 64 деревянными домами, хлебным магазином, питейным домом и шелковоткацким заведением и 233 жителями (95 мужчин, 138 женщин), из них 14 грамотных мужчин и 10 женщин. Имелось 35 лошадей и 44 единицы рогатого скота, земли было 515 десятин, в том числе 168 десятин пахотной.
Упоминается также каменная церковь св. Троицы, основанная в 1784 году, с двумя приделами: Казанской Божией матери и св. Николая Чудотворца.
В 1886 году в селе Рязанец (Троицкое) — 42 двора, 266 жителей, церковь, часовня и 4 полушелковые фабрики.
В 1913 году в селе Рязанцы — 53 двора и земское училище.
По материалам Всесоюзной переписи населения 1926 года — центр Рязанцевского сельсовета Аксёновской волости Богородского уезда в 5 км от Фряновского шоссе и 45 км от станции Щёлково Северной железной дороги, проживало 399 жителей (205 мужчина, 194 женщины), насчитывалось 65 крестьянских и 7 прочих хозяйств, имелись школа 1-й ступени, изба-читальня и лавка.
В 1994–2006 годах — центр Рязанцевского сельского округа Щёлковского района.

## Русская православная церковь
Церковь Троицы Живоначальной. Кирпичная церковь, сооруженная в 1784 году. Закрыта примерно в 1941 году. Возвращена верующим в 1994 году.

## Достопримечательности
Виртуальный тур 360° по Церкви Троицы Живоначальной.

## Знаменитые фамилии
Рязанцы связаны с именем великого композитора А. А. Алябьева, автора знаменитого «Соловья». В середине 1830-х годов композитору, после ссылки в Сибирь, разрешили жить у родственников в Московской губернии, запретив въезд в Москву. Весной 1835, летом 1836, зимой 1837, летом 1840 года Александр Александрович подолгу гостил у Исленьевых в Рязанцах. В наши дни в Рязанцах ежегодно проводятся праздники, посвященные композитору Алябьеву. На них приезжают московские артисты, гости из городов и селений края. В 1987 году в Рязанцах прошли народные гулянья, посвященные 200-летию со дня рождения автора «Соловья». В 1998 году в тенистом липовом парке села Рязанцы установлен бюст композитора Алябьева.